# Bahnhof Rottendorf
Der Bahnhof Rottendorf ist der Bahnhof der unterfränkischen Gemeinde Rottendorf bei Würzburg. Im Bahnhof Rottendorf mündet die Bahnstrecke Bamberg–Rottendorf in die Bahnstrecke Fürth–Würzburg.

## Geschichte
1854 wurde der Abschnitt Schweinfurt–Würzburg der Ludwigs-Westbahn eröffnet,  an dem Rottendorf eine Bahnstation erhielt.
Ein Jahr nach der Eröffnung des Bahnhofs Rottendorf wurde das nach Plänen des Architekten Gottfried von Neureuther entworfene Bahnhofsgebäude fertiggestellt.
1865 erfolgte die Eröffnung der Direktverbindung Fürth–Rottendorf, die heute zusammen mit dem Abschnitt Rottendorf–Würzburg zur Strecke 5910 Fürth–Würzburg gezählt wird. Dadurch wurde der Bahnhof Rottendorf zu einem Trennungsbahnhof. Im Laufe der folgenden Jahrzehnte wurde der Bahnhof auf sieben durchgehende Gleise erweitert.
Am 1. Juli 1886 ereignete sich zwischen Würzburg und Rottendorf ein schwerer Frontalzusammenstoß zweier Züge, wobei 16 Menschen starben.
Zwischen 1905 und 1908 wurde die Strecke Bamberg–Rottendorf wegen des erhöhten Verkehrsaufkommens zweigleisig ausgebaut.
Während des Zweiten Weltkrieges wurde bis 1943 im östlichen Bereich des Bahnhofs eine Flak zum Schutz des Bahnhofs und des Ortes installiert.
Am 2. Oktober 1954 wurde die Elektrifizierung der Strecke Nürnberg–Würzburg in Betrieb genommen. 1971 und 1972 folgte die Strecke Bamberg–Rottendorf.
Bis in die 1970er Jahre war Rottendorf Verladebahnhof landwirtschaftlicher und gewerblicher Güter. Seitdem dient der Bahnhof nur noch dem Personenverkehr.
Der Bundesverkehrswegeplan 1973 sah eine Ausbaustrecke zwischen Würzburg und Nürnberg, mit Weiterführung nach Augsburg, vor. Diese Ausbauten, welche einen dreigleisigen Ausbau des Streckenabschnittes Würzburg–Rottendorf mit sich brachten, wurden zwischen 1976 und 1999 durchgeführt.
Aufgrund vermehrten Personalbedarfes gab es bis ins 20. Jahrhundert für viele Rottendorfer Bürger Erwerbs- und Beschäftigungsmöglichkeiten im Bereich des Bahnhofs und der Bahn. Dadurch entwickelte sich Rottendorf zu einem „Eisenbahnerdorf“.
Von 2019 bis 2020 wurde der Bahnhof mit Aufzügen barrierefrei ausgebaut. Seit dem 9. November 2020 ist der Bahnhof Rottendorf barrierefrei zugänglich.

## Gleis- und Bahnsteiganlagen

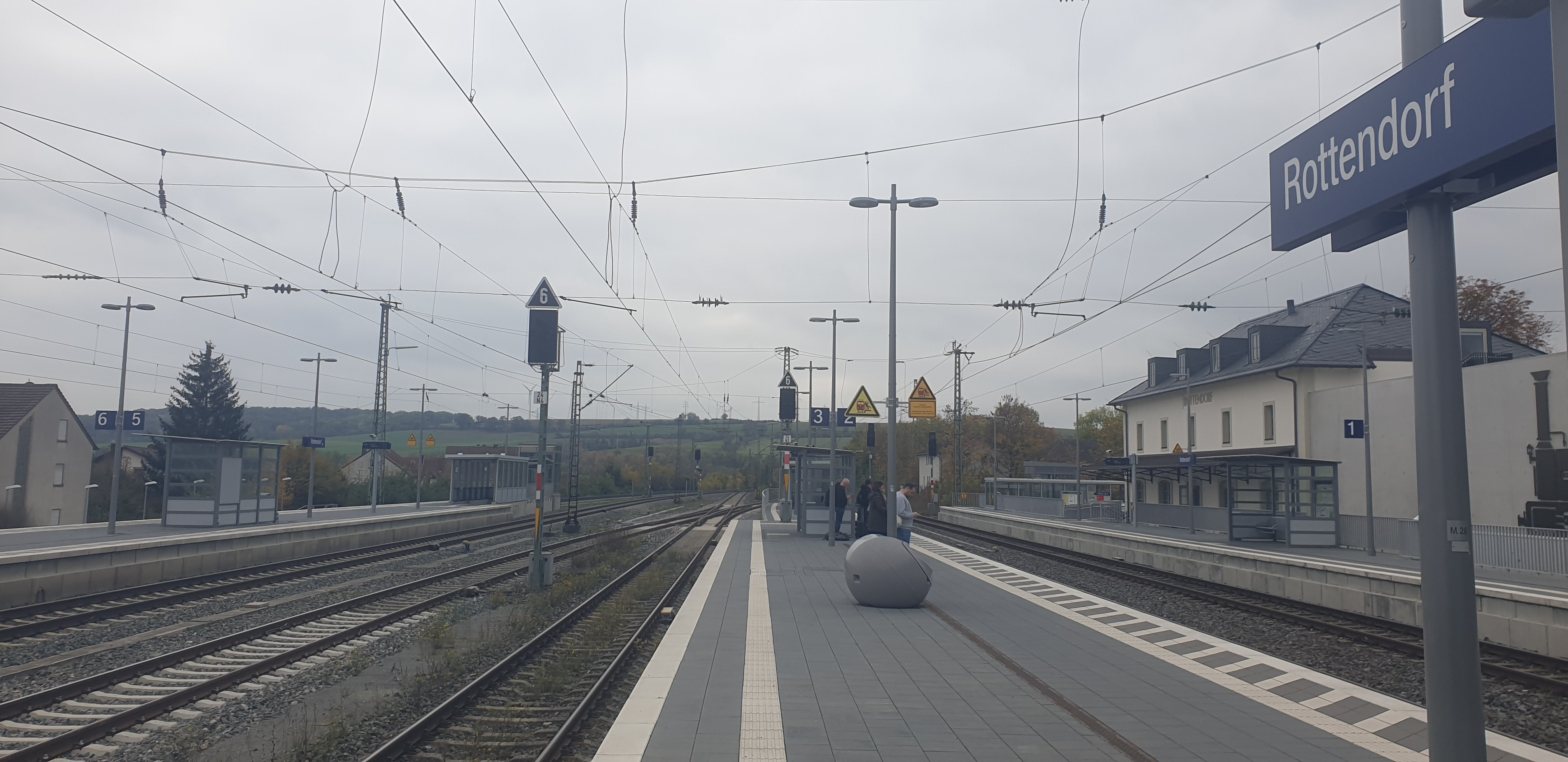
Bahnsteige, Blick Richtung Süden von Bahnsteig 2/3

Der Bahnhof Rottendorf verfügt über insgesamt sieben durchgehende Gleise, von denen fünf Gleise einen Bahnsteig besitzen. Gleis 1 am Hausbahnsteig sowie Gleis 2 am ersten Mittelbahnsteig dienen den Zügen, die über die Bahnstrecke Bamberg–Rottendorf verkehren. Gleis 3 dient als Ausweichgleis für beide Bahnstrecken. Gleis 4 besitzt keinen Bahnsteig und dient Güter- und Fernzügen zum Durchfahren. In Fahrtrichtung Würzburg verzweigt sich Gleis 4 noch im Bahnhofsbereich in Gleis 3. Auf Gleis 5, welches sich mit Gleis 6 den äußeren der beiden Mittelbahnsteige teilt, halten die Regionalzüge aus Richtung Nürnberg zur Weiterfahrt nach Würzburg. Gleis 6 nutzen Züge Richtung Kitzingen – Neustadt (Aisch) – Nürnberg. Das leicht tiefer liegende Gleis 7 dient Güter- und Fernzügen der Strecke Würzburg–Nürnberg zum Durchfahren.

## Verkehr
| Linie                    | Strecke | Verkehrsangebot    |
| ------------------------ | --- | ------------------ |
| RE 10                    | Mainfrankenbahn: Würzburg Hbf – Rottendorf – Dettelbach – Buchbrunn-Mainstockheim – Kitzingen – Iphofen – Markt Bibart – Neustadt (Aisch) – Emskirchen – Siegelsdorf – Fürth (Bay) Hbf – Nürnberg Hbf | Stundentakt        |
| RB 79                    | Mainfrankenbahn: Würzburg Hbf – Rottendorf – Dettelbach – Buchbrunn-Mainstockheim – Kitzingen | Stundentakt (HVZ)  |
| RB 53                    | Mainfrankenbahn: (Schlüchtern – Sterbfritz –) Jossa – Obersinn – Mittelsinn – Burgsinn – Rieneck – Gemünden (Main) – Wernfeld – Karlstadt (Main) – Himmelstadt – Retzbach-Zellingen – Thüngersheim – Veitshöchheim – Würzburg-Zell – Würzburg Hbf – Rottendorf – Seligenstadt – Bergtheim – Eßleben – Waigolshausen – Schweinfurt Hbf – Schweinfurt Mitte – Schweinfurt Stadt – Schonungen – Haßfurt – Zeil – Ebelsbach-Eltmann – Oberhaid – Bamberg | (Zwei-)Stundentakt |
| RB 53                    | Mainfrankenbahn: Würzburg Hbf – Rottendorf – Seligenstadt – Bergtheim – Eßleben – Waigolshausen – Schweinfurt Hbf – Schweinfurt Mitte – Schweinfurt Stadt – Schonungen – Haßfurt – Zeil – Ebelsbach-Eltmann – Oberhaid – Bamberg | Stundentakt (HVZ)  |
| Stand: 12. Dezember 2021 | |                    |